# Тацинская
Таци́нская — станица (с 1959 по 1992 год посёлок городского типа Тацинский) в Ростовской области.
Административный центр Тацинского района и Тацинского сельского поселения.
Население — 9144 чел. (2021). Основана в 1883 году. Расположена в 230 км северо-восточнее Ростова-на-Дону.

## География
Станица расположена в северо-восточной части области, в 20 км от реки Быстрой. От Тацинской до Ростова-на-Дону 226 км. От Волгограда и Краснодара Тацинскую отделяют 306 км и 474 км соответственно, расстояние от Тацинской до Москвы составляет 1051 км.

### Климат
Самый холодный месяц — январь со среднемесячной температурой −3°С, а самый жаркий — июль +23°С. При среднегодовой температуре +7,6°С. Максимальное количество осадков выпадает в июне — 44 мм, а минимальное в сентябре — 28 мм, при среднегодовом количестве осадков 408 мм. Преобладающие направления ветра зимой — восточные, а в летние месяцы в равной степени восточные и западные, в целом же за год преобладают восточные ветры. Наибольшая средняя скорость ветра отмечается в феврале и составляет 5,5 м/сек, наименьшая в сентябре — 3,4 м/сек, при среднегодовой — 4,5 м/сек.

## История
Станица Тацинская ведёт свою историю с момента образования в 1881 году хутора Талого (он же Таловский) в юрте Ермаковской станицы 1-го Донского округа Войска Донского близ реки Быстрой.
С проведением линии железной дороги «Царицын — Лихая» (ориентировочно 1894—1901 годы) и открытием железнодорожной станции Тацинская в июне 1900 года — хутор был объединён с ней и переименован в станицу Тацинскую. Тацинская становится крупным торговым пунктом. Основное население станицы и района составляли рабочие железной дороги, крестьяне и беднейшие казаки.

### Возникновение станицы Тацинской
Исходя из документальных источников государственного архива Ростовской области, станица Тацинская ведёт свою историю с момента образования в 1881 году хутора Талового (он же Таловский) Ермаковской станицы 1-го Донского округа. Около хутора Талового (в настоящее время окраина улицы Пролетарской в Тацинской) очень часто останавливались подводы пришлых людей, чтобы отдохнуть и напоить коней. А затем начали здесь и селиться. Первые поселенцы хутора Таловский появились с 17 декабря 1880 года.
Весной 1881 года в хуторе поселились три брата казака Сергеевых из соседнего хутора. С того времени улицу из трёх дворов стали называть улицей Сергеевых или «Сергиятским краем». Постоянно улица Сергеевых расширялась на восток. Сюда переселялись люди с хуторов Бугаевского, Крутинского и станицы Ермаковской. Через несколько лет улица протянулась до границы песчаного холма (сейчас песчаный карьер). Выросли новые улицы. В 1882 году население этих улиц на казачьем кругу решило именовать свой населённый пункт станицей Ново-Ермаковской. Люди занимались здесь в основном земледелием и животноводством. Лучшие земли принадлежали помещикам Павлову, Тацину, Крюкову, Араканцеву, братьям Нифонтовым.

### Прокладка железной дороги
В конце XIX века акционерное общество строительства железных дорог Юга России начало проводить изыскательские работы для строительства одноколейки Лихая—Царицын. Изыскательской партией руководил инженер-проектировщик В. С. Нефёдов. В течение двух лет было подготовлено два проекта.
По первому из них железная дорога должна была проходить через Белую Калитву, Грачи, Жирнов, Апанаскин, Ново-Рассошенский, Зазерский, Морозовск. Получался большой крюк, да и помещик Араканцев не давал согласия проводить ветку через свои плодородные земли. По второму варианту дорога прокладывалась через земли помещика Е. С. Тацина. Акционерное общество обратилось к нему и предложило большую сумму денег. Отказавшись от денег, Е. С. Тацин поставил одно условие: станция, проектируемая на сотом километре новой дороги, должна быть названа его именем. Условие было охотно принято и в дальнейшем выполнено.
В 1898 году железнодорожная ветка Лихая — Царицын вступила в строй. Первым начальником новой станции Тацинской стал Н. Ф. Леонтьев. Возле станции помещики Тацин и Павлов начали строить свои дома и магазины. Через несколько лет здесь выросли улицы (в настоящее время улицы Ленина, Горького, переулок Клубный и другие).
В журнале (протоколе) областного управления войска Донского от 15 октября 1894 года отмечалось: «х. Таловый находится при станции Тацинской Восточно Донецкой линии Юго-Восточной железной дороги. На станции образовался бойкий торговый пункт и хлебная ссыпка, благодаря чему торговля быстро развивается». Росту и развитию станицы способствовало строительство железной дороги.

### Развитие в начале ΧΧ века
Осенью 1908 года по решению казачьего круга станица Ново-Ермаковская была переименована в Тацинскую. Станица росла быстро. В 1914 году началось строительство элеватора, которое было закончено в 1917 году. Рядом с элеватором возник жилой микрорайон. На восточной окраине построили кустарный цех по изготовлению глиняной посуды и детских игрушек. Начал разрабатываться песочный карьер. На средства купцов и лавочников были возведены кожевенный завод, кондитерская фабрика (они сгорели в 1917 году). В районе нынешней бани возникла водяная мельница, просуществовавшая до 1928 года. Все строительные работы велись вручную.

### Советский период
В 1924 году образован Тацинский район с центром в станице Тацинской. В 1929 году в станице Тацинской была организована первая в районе машинно-тракторная станция, которая обслуживала 247 тракторов и 119 комбайнов. С 1937 года входит в состав Ростовской области. В 1938 году в Тацинском районе было организовано 2 судебных участка: 1-й участок — Тацинский народный суд Тацинского района, 2-й участок — Скосырский народный суд Тацинского района.
Мирный труд тацинцев был прерван Великой Отечественной войной. На фронт ушёл каждый четвёртый житель станицы. Аэродром Тацинской в конце 1942 года был базой Ju 52, снабжавших окружённую в Сталинграде 6-ю армию Паулюса. В декабре 24-й танковый корпус генерала В. М. Баданова совершил так называемый Тацинский танковый рейд, в результате которого немцы потеряли более трети самолётов авиагруппы и всё наземное оборудование. За эту операцию 24-й танковый корпус был преобразован во 2-й гвардейский, с почётным наименованием Тацинский танковый корпус. 
В 1951 году — построен и пущен в эксплуатацию Тацинский маслозавод мощностью 2 тысячи тонн молока в год. С 6 января 1954 года по 19 ноября 1957 года входила в состав Каменской области. С 1959 года пгт Тацинский. В 1968 году был создан Тацинский музей Боевой и трудовой славы. В 1981 году отметил своё столетие. В 1983 году, к 40-летию знаменитого Тацинского танкового рейда, построен памятник — мемориал «Прорыв».

### Новейшая история
В 1992 году преобразована в сельский населённый пункт — станицу. С августа 1993 года работает комплекс начальная школа — детский сад «Радуга». В 1996 году Тацинский районный народный суд переименован в Тацинский районный суд. C 1998 года работает Тацинский филиал Ростовского кооперативного техникума. В 2001 году отметила своё 120-летие.

## Население
| 1897  | 1970    | 1979    | 1989    | 2002    | 2010  | 2012  |
| ----- | ------- | ------- | ------- | ------- | ----- | ----- |
| 483   | ↗10 698 | ↘10 433 | ↗10 834 | ↗11 275 | ↘9980 | ↘9883 |
| 2013  | 2014    | 2015    | 2016    | 2017    | 2018  | 2019  |
| ↘9795 | ↘9730   | ↘9681   | ↘9679   | ↘9533   | ↘9429 | ↘9339 |
| 2020  | 2021    |         |         |         |       |       |
| ↘9205 | ↘9144   |         |         |         |       |       |

- Согласно переписи населения 1897 года хутор Таловый состоял из 73 дворов. Население его составляло 483 человека, 241 человек мужского и 242 женского пола.
- Согласно переписи населения 1970 года, в станице Тацинской (тогда пгт Тацинский) проживало 10698 жителей, из которых 4802 были мужчины, а 5896 — женщины[17].
- Согласно переписи населения 1979 года, в станице Тацинской (тогда пгт Тацинский) проживало 10433 жителей, из которых 4605 были мужчины, а 5828 — женщины[18].
- Согласно переписи населения 1989 года, в станице Тацинской (тогда пгт Тацинский) проживало 10834 жителей, из которых 5039 были мужчины, а 5795 — женщины[19].
- Согласно переписи населения 2002 года, в станице Тацинской проживало 11 275 человек, из них 47,0 % (4509 человек) — мужчины, 53 % (6763 человека) — женщины.

### Современное состояние населения
В станице Тацинской 83 улицы и 3985 дворов. Из 11-тысячного населения пять тысяч работающих (трудоспособное население), почти 3350 пенсионеров и около 3 тысяч учащихся и детей дошкольного возраста, по состоянию на 2007 год. Этнохроним — тацинцы (по другим данным — тацинчане). Тацинская — 112-й по численности населения сельский населённый пункт в России, 11-й в Ростовской области и 1-й в районе (по состоянию на 2002 год).

### Известные уроженцы
- Банов, Иван Николаевич (1916—1982) — Герой Советского Союза, генерал-майор.
- Гамаюнов, Владлен Антонович (1925—1996) — советский российский журналист, краевед.
- Обойщиков, Кронид Александрович (1920—2011) — поэт.

## Экономика
На территории Тацинской расположены 12 предприятий промышленности:
- ОАО «Тацинскагроремтехника» занимается ремонтом и техническим обслуживанием тракторов и комбайнов, изготовлением башен Рожновского и других конструкций, а также капитальным ремонтом двигателей, литьем деталей для сельхозмашин и оборудования, оказанием автотранспортных услуг (расформирована в конце 2014 года);
- ОАО «Монтажник» выполняет работы по монтажу газопроводов и отопления, сантехработы, ремонт водопроводов (расформирован в конце 2011 года);
- ОАО «Тацинский элеватор». Ёмкость хранения составляет 102,6 тысячи тонн зерновых и масличных культур.
- ДХО «Тацинская нефтебаза» занимается продажей ГСМ;
- ОАО «Тацинский молочный завод» перерабатывает молоко, выпускает кисломолочные продукты, сливочное масло, плавленый сыр, майонез, осуществляет помол муки и выпечку хлеба;
- Тацинское райпо осуществляет торгово-закупочную деятельность и производство продуктов питания;
- ООО «Агроиндустрия» осуществляет торговозакупочную деятельность, производство сельскохозяйственной продукции;
- Тацинское ДРСУ занимается содержанием автомобильных дорог нашей станицы;
- Дорожно-строительная фирма № 5 занимается реконструкцией и строительством автомобильных дорог;
- в ООО «Тацинское АТП» занимаются перевозкой пассажиров;
- в ОАО «Тацинский консервный завод» выпускают 38 видов консервной продукции: консервы мясорастительные и мясные, соки, нектары, первые и вторые обеденные блюда, соусы, салаты, консервы плодоовощные (с 2009 года банкрот);
- ОАО «Тацинскагропромснаб» производит металлопродукцию.

На территории Тацинского сельского поселения расположено 116 торговых точек. 35 предпринимателей оказывают населению станицы бытовые услуги. Работают 4 рынка, на которых создано более 200 рабочих мест, образовано 42 крестьянско-фермерских хозяйства.

## Инфраструктура

### Образование
В станице действует общеобразовательный комплекс. Работают два дошкольных учреждения: детсады «Берёзка» и «Колокольчик». С августа 1993 года работает комплекс начальная школа — детский сад «Радуга». В трех средних общеобразовательных школах обучаются дети жителей станицы. Работают коррекционная школа-интернат, Дом детского творчества, детско-юношеская спортивная школа. Тацинский филиал Ростовского кооперативного техникума работает с 1998 года. За семь лет филиал подготовил свыше тысячи специалистов среднего звена.

### Здравоохранение
Медицинское обслуживание населения осуществляется центральной районной больницей и районной поликлиникой, всего в больнице 150 койко-мест.

### Транспорт
Железнодорожная станция Тацинская линии Лихая — Волгоград. В Тацинской есть автовокзал ООО «Тацинское АТП», занимающийся перевозкой пассажиров на автобусах, рейсы подчиняются расписанию. Соединена с Ростовом автобусным сообщением. Чуть северней станицы проходит трасса Р-260.

## Культура
Есть в станице Тацинской и учреждения культуры: Тацинская детская музыкальная школа, районный Дом культуры, МОУ Детский Дом Творчества, межпоселенческая центральная библиотека. История и дела тацинцев на мирном и ратном пути отражены на стендах Тацинского историко-краеведческого музея.

## Спорт и отдых
- Спорткомплекс «Гвардейский».
- Стадион «Заря».
- Парк имени Нечаева[20].

## Госучреждения
- Тацинский районный суд[4].

## Профсоюзы
- Профсоюз медицинских работников
- Профсоюз СХП «Зазерское»
- Профсоюз Управления сельского хозяйства
- Профсоюз Тацинского ДРСУ (Дорожного ремонтно-строительного управления)
- Профсоюз работников госучреждений
- Профсоюз работников образования
- Профсоюз Тацинского муниципального производственного предприятия жилищно-коммунального хозяйства
- Профсоюз ОАО «Тацинский молочный завод»
- Профсоюз «Тацинского элеватора»
- Профсоюз племпредприятия «Тацинское»
- Профсоюз Тацинской станции по борьбе с болезнями сельскохозяйственных животных

## Достопримечательности
- Центральная площадь с памятником Ленину.
- Станичная церковь

В станице имеется «Памятник пионерам Грише Волкову и Феде Игнатенко».